# Spoorstraat 2 (Baarn)
Het herenhuis aan de Spoorstraat 2 is een gemeentelijk monument in Baarn in de provincie Utrecht.
Het herenhuis werd rond 1880 gebouwd. De voortuin wordt gebruikt als parkeerplaats. De omlijstingen van de vensters hebben kuifjes. Een kuifje bestaat uit een mensenhoofdje in een omlijsting van lofwerk en palmet. Het pand heeft sinds 1935 een kantoorfunctie.